# Піддомен
Піддомен (англ. subdomain) — домен, який є частиною домену вищого рівня.

## Опис
Система DNS володіє деревоподібною ієрархічною системою, у якій кожна гілка дерева є доменним ім'ям. Піддомен — домен, який є частиною домену вищого рівня. Єдині домени, які не є також піддоменами — кореневі домени. Наприклад, «mail.example.com» і «calendar.example.com» є піддоменами «example.com», який у свою чергу є піддоменом домену верхнього рівня .com.
Поняття «піддомен» висловлює відносну, а не абсолютну залежність: наприклад, «wikipedia.org» є піддоменом .org, а «en.wikipedia.org» — піддоменом «wikipedia.org». Максимальна кількість рівнів піддоменів — 127, і кожен з них може містити 63 символи, поки загальна довжина доменного імені не досягне довжини в 255 символів. Деякі реєстратори доменних імен встановлюють більш жорсткі вимоги.

## Використання

Піддомени зазвичай використовуються організаціями для створення унікальних імен сайтів для своїх підрозділів або сервісів, пов'язаних з організацією. Наприклад, доменне ім'я «cs.example.edu» може використовувати в університеті для відділу обчислювальної техніки, і мати кілька власних піддоменів, такі як «mail.cs.example.edu» або «www.cs.example.edu».
Також піддомени можуть використовуватися для розподілу клієнтів по кластерам обчислювальної техніки, яка забезпечує функціонування сайту. Деякі вебсайти використовують різні піддомени для різних серверів. Наприклад, «www.example.com» може направляти на перший кластер серверів у першому датацентрі, «www.2.example.com» — на другий кластер серверів у другому датацентрі і так далі.